# Bataille de Vévi
Bataille de Grèce
Seconde Guerre mondiale
La bataille de Vévi, en grec moderne : Μάχη της Bεύης / Máchi tis Vévis, également appelée bataille de la gorge de Klidi, fait partie de la campagne de Grèce durant la Seconde Guerre mondiale. Elle a lieu les 11 et 12 avril 1941, au nord de la ville d'Amýnteo, près de la frontière nord-ouest de la Grèce. Les troupes alliées combattent les forces de l'Allemagne nazie.